# Gérard Titus-Carmel
Pour les articles homonymes, voir Titus-Carmel.
Gérard Titus-Carmel, né le 10 octobre 1942 dans le 20e arrondissement de Paris, est un peintre, graveur, écrivain, poète et dessinateur français.
Il vit et travaille à Oulchy-le-Château, dans l’Aisne.

## Biographie
Gérard Titus-Carmel étudie à l’école Boulle à Paris de 1958 à 1962. Il présente sa première exposition personnelle en 1964.
Il a réalisé des œuvres monumentales pour le ministère des Finances à Paris, la DRAC Champagne-Ardenne à Châlons-en-Champagne et le palais des congrès à Nantes.
Il a illustré nombre d’ouvrages de poètes et d’écrivains et a lui-même publié à ce jour une soixantaine de livres, essais et recueils de poésie.
Peintre, dessinateur et graveur, il a participé à plus de 500 expositions collectives, tant en France qu'à l'étranger, et près de 300 expositions personnelles (dont plusieurs chez Daniel Templon, Maeght, puis Lelong, en ce qui concerne les galeries à Paris) – et une douzaine de rétrospectives – lui ont été consacrées dans le monde entier, où son œuvre est représentée dans une centaine de musées et de collections publiques. 

### Vie privée
Marié à Joan Titus-Carmel, une Américaine polyglotte (sept langues) traductrice de poésie japonaise, ils sont les parents du publicitaire Guillaume Titus-Carmel et de Jeanne Titus-Carmel, principale de collège dans le Morbihan. 

### Prix et Distinctions
- 2014 : Grand prix artistique de peinture de la Fondation Simone et Cino del Duca[8] (abritée depuis 2005 par l'Institut de France[9]).
- Autres distinctions :
- Chevalier dans l'Ordre National du Mérite (1996)
- Commandeur dans l'Ordre des Arts et des Lettres.

## Principales expositions

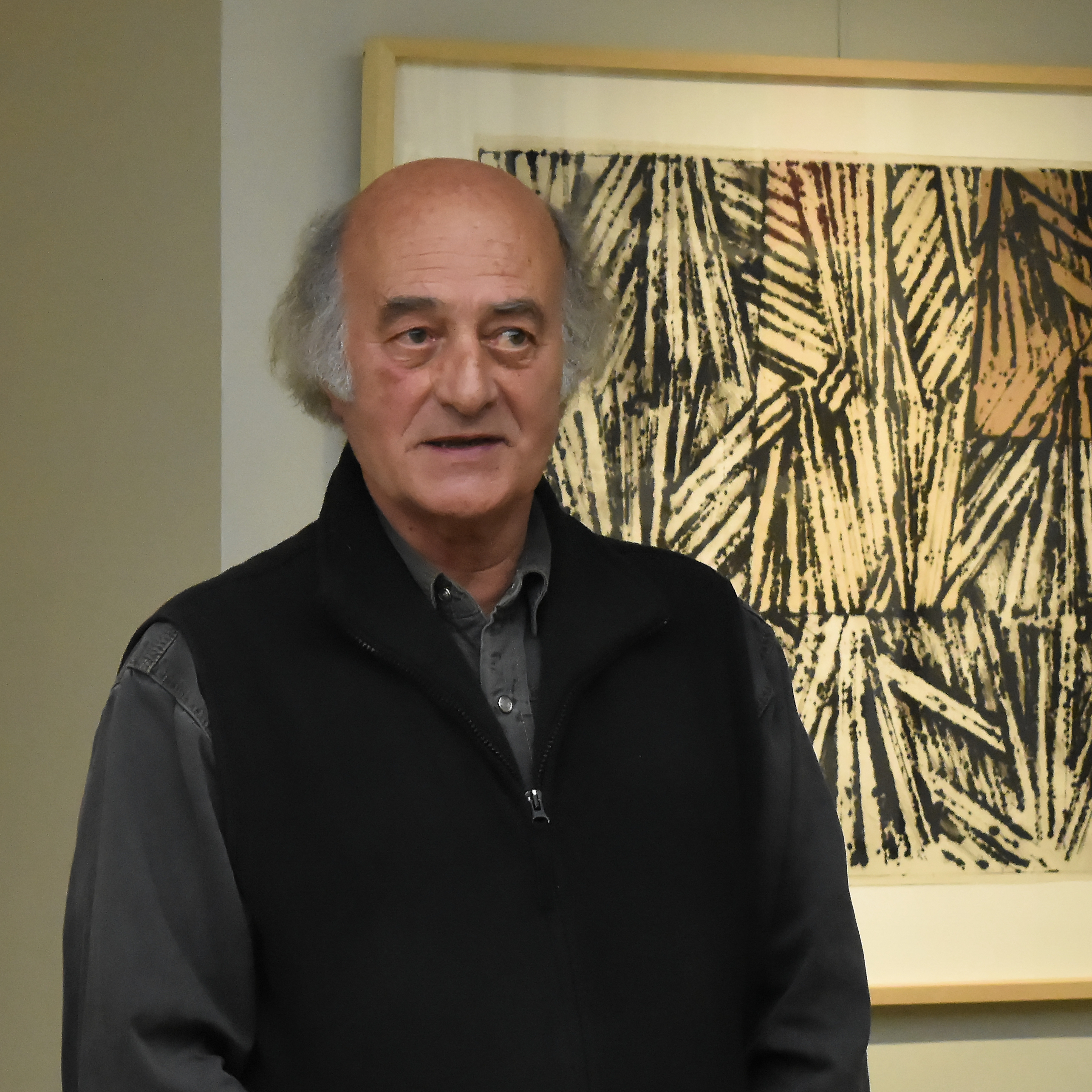
Gérard Titus-Carmel en 2018

Il a officiellement représenté la France dans des manifestations internationales parmi lesquelles :
- Biennale de Paris (1969),
- Expo ’70 (Osaka, 1970),
- Biennale d’Alexandrie (1972),
- « Amsterdam-Paris-Düsseldorf » (Guggenheim Museum, New York, 1972),
- Dokumenta VI (Cassel, 1977),
- European Dialogue (Biennale de Sidney, 1979),
- Biennale Internationale d’Arte (Venise, 1972 et 1984),
- « Art en France : un siècle d’inventions » (Moscou, Leningrad, 1989),
- « Art contemporain en France » (Exposition universelle de Séville, 1992)

Également graveur, il a participé aux  biennales de Ljubljana, Cracovie, Tōkyō, Vienne, Grenchen, Biella, Bradford, Baden-Baden, Prague…, où de nombreux prix lui ont été décernés.

### Expositions personnelles récentes
- 2009, Suite Grünewald - Collège des Bernardins, Paris.

- 2015 : Titus-Carmel/Le Gac/Meurice « Portrait chinois à trois voix », du 20 mars au 27 juin, galerie Univer/Colette Colla[10]
- CIPM, Marseille; Centre d'Art contemporain, Forcalquier; Galerija Kula, Split 2016 : Abbaye Royale, St Riquier; Abbatiale St Férréol, Essômes sur Marne
- 2017 : « Soclé, cerclé », Peintures et Labyrinthes dans les tours de La Rochelle du 9 mars au 31 mai, Centre des monuments nationaux[11]
- Tours St Nicolas et la Lanterne, La Rochelle; Galerie Brigitte Ruffin/Art Espace 83, La Rochelle.
- Musée Carnot, Villeneuve-sur-Yonne
- Spaightwood Galleries, Upton, MA, USA
- 2018:
  - « Orées », du 15 novembre 2018 au 9 février 2019, galerie Univer/Colette Colla
  - « Pictura/Poesis », du 8 novembre 2018 au 10 février 2019, château de Pau[12]
  - Musée de Vence; Médiathèque, Vence; le Domaine Perdu, Meyrals.
  - Gallery Itsutsuji, Tokyo

- 2019 : « Inscape », du 12 avril au 22 juin, Espace Jacques Villeglé, Saint-Gratien[13]2019 : .... Galerie Lillebonne, Nancy;
- 2022 :  Ecomusée l'Olivier, Volx : Galerie Univer, Paris;
- Musée de la Vallée de la Creuse, Eguzon-Chantôme;
- 2023 : Musée Paul-Valéry, Sète.
- ENS, Bibliothèque Diderot, Lyon.
- Galerie Chantal Bamberger, Strasbourg

## Poésie
- La Tombée, Fata Morgana, 1987.
- L’Entrevue, Brandes, 1988.
- Le Motif du fleuve, Fata Morgana, 1990.
- Instance de l’orée, Fata Morgana, 1990.
- Forge, Brandes, 1991.
- Feuillets détachés des saisons, Brandes, 1991.
- Gris de Payne, Fata Morgana, 1994.
- Obstinante, Brandes, 1995.
- Ceci posé, Fata Morgana, 1996.
- Nielles, La Main courante, 1997.
- De Corps et de buée, Éditions Voix /Richard Meyer, 1997.
- Travaux de fouille et d’oubli, Champ Vallon, 2000.
- La Rive en effet, Obsidiane, 2000.
- Demeurant, Obsidiane, 2001.
- Ici rien n’est présent, Champ Vallon, 2003.
- Manière de sombre, Obsidiane, 2004.
- Jungle (non-lieu) /Jungle (Unspace), VVV Editions, Halifax, 2005.
- Seul tenant, Champ Vallon, 2006.
- Brisées, La Porte, 2009.
- L’Ordre des jours, Champ Vallon, 2010.
- Le Reste du vent, La Porte, 2011.
- Ressac, Obsidiane, 2011.
- La Porte, La Porte, 2012.
- Albâtre, Fata Morgana, 2013.
- & Lointains, Champ Vallon, 2016.
- Serpentes, Obsidiane, 2018.
- Horizon d’attente, Éditions Tarabuste, 2019.
- Travers du temps, Éditions Tarabuste, 2022.
- Zelliges, Fata Morgana, 2024.

## Essais, écrits sur l’art, autres
- Joaquin’s Love Affair, Éricart, 1971.
- The Pocket Size Tlingit Coffin, Baudoin Lebon /SMI, 1976. Motif du fleuve, Saint-Clément-la-Rivière, Fata morgana, 1990.
- Le Casque de Nikkō, Daniel Lelong Éditeur, 1984.
- Temps de parole, L’Échoppe, 1986.
- Quatre images mémorables, Éditions de la Nbj, Montréal, 1987.
- Lumières, précédé de Point de chute, L’Échoppe, 1988.
- Ombre portée, L’Échoppe, 1989
- L’Indolente d’Orsay, L’Échoppe, 1990.
- Notes d’atelier &amp; autres textes de la contre-allée, Plon, 1990.
- La Leçon du miroir, L’Échoppe, 1992.
- « Elle bouge encore… », Actes Sud, 1992.
- Premier sang, L’Échoppe, 1994.
- L’Élancement. Éloge de Hart Crane, Le Seuil, coll. Fiction &amp; C°, 1998.
- 101 Questions posées au pérégrin, L’Étoile des limites, 2001.
- Épars, Le Temps qu’il fait, 2003.
- Gustave Roud. Une Solitude dans les saisons, Jean-Michel Place/Poésie, 2005.
- Edvard Munch. Entre chambre et ciel, Virgile, 2007.
- Un lieu de ce monde / A Place in the World, VVV Editions, Halifax, 2008.
- Pierres d’attente pour Reverdy, Éditions Tarabuste, 2008.
- La Nuit au corps, Fata Morgana, 2010.Le huitième pli (ou le travail de beauté), préface d'Yves Bonnefoy, Éditions Galilée, 2013
- Avec Yves Bonnefoy, Chemins ouvrant[14], préface de Marik Froidefond, avec une gravure originale de Gérard Titus-Carmel, Strasbourg, éditions L'Atelier contemporain, coll. « Écrits d'artistes », 2014.
- Participation au n° 2 de la revue L’Atelier contemporain, « Que lisez-vous ? », 2014.
- Au Vif de la peinture, à l’ombre des mots, préface de Roland Recht, recueil complet des écrits sur l’art (1971-2015) de Gérard Titus-Carmel, Strasbourg, éditions L'Atelier contemporain, coll. « Écrits d'artistes », 2016.
- & Lointains, Champ Vallon, 2016.
- Serpentes, Obsidiane, 2018.
- Un Rêve en éclats, Fata Morgana, 2018.
- Horizon d’attente, Éditions Tarabuste, 2019.
- Écrits de chambre et d’écho, L’Atelier contemporain, 2019.
- Ajours – Un rêve autobiographique, L’Atelier contemporain, 2021.
- Travers du temps, Éditions Tarabuste, 2022.
- Edouard Manet. Le Regard perdu, L’Atelier contemporain, coll. Phalènes, 2023.
- Peindre l'hiver. Notes sur la Pie de Claude Monet, L'Atelier contemporain, coll. Phalènes, 2023.
- Dernier voyage (correspondance avec Christian Gailly), L’Atelier contemporain, 2023
- Zelliges, Fata Morgana, 2024